# 10.º Prêmio Jabuti
O 10º Prêmio Jabuti foi realizado em 1968, premiando obras literárias referentes a lançamentos de 1967.

## Prêmios
Os premiados foram:
| Categoria                                          | Obra                       | Autor                      |
| Personalidade literária do ano                     |                            | Guilherme de Almeida       |
| Autor revelação - Literatura adulta                | Por onde andou meu coração | Maria Helena Cardoso       |
| Biografia e/ou memórias                            | A vida de Eduardo Prado    | Cândido Motta Filho        |
|                                                    | Poeira do tempo            | Herman Lima                |
| Contos / Crônicas / Novelas                        | O enterro da cafetina      | Marcos Rey                 |
| Estudos literários (ensaios)                       | O enigma de Capitu         | Eugênio Gomes              |
| Literatura infantil                                | Encanto e verdade          | Thales de Andrade          |
| Literatura juvenil                                 | Xisto no espaço            | Lucia Machado de Almeida   |
| Melhor crítica e/ou noticiário literário (jornais) | Jornal da Tarde            | Léo Gilson Ribeiro         |
| Poesia                                             | Versiprosa                 | Carlos Drummond de Andrade |
| Romance                                            | O tronco                   | Bernardo Élis              |

## Ver Também
- Prêmio Prometheus
- Os 100 livros Que mais Influenciaram a Humanidade
- Nobel de Literatura